# APOBEC
APOBEC est l'acronyme anglophone de « Apolipoprotéins B mRNA editing enzyme, catalytic polypeptide-like » (« enzyme d'édition d'ARNm de l’apolipoprotéine B, qui se comporte comme  un polypeptide catalytique »). 

APOBEC désigne une famille de cytidine désaminases, conservées de manière évolutive.
L'édition d'ARNm est l’un des mécanismes de génération de diversité protéique. Les membres de cette famille de protéines sont des enzymes d'édition de C-vers-U, c’est-à-dire de Cytidine en Uridine. 
L'extrémité N-terminale des protéines de type APOBEC est un domaine catalytique, alors que l'extrémité C-terminale est un domaine pseudocatalytique. 
Plus spécifiquement, le domaine catalytique est un domaine de cytidine désaminase dépendant du zinc, et est essentiel pour la désamination de la cytidine. 
L'édition d'ARN par l'APOBEC-1 nécessite une homodimérisation et ce complexe interagit avec les protéines de liaison à l'ARN pour former l'éditosome.

## Fonctions
Chez les humains / mammifères, ils aident à protéger contre les infections virales. Mais ces enzymes, lorsqu'ils sont mal régulés, sont une source majeure de mutation dans de nombreux types de cancers.

## aspects structurels et biophysiques
Une revue de 2013 a discuté des aspects structurels et biophysiques des enzymes de la famille APOBEC3.

## Dans le cas de la COVID-19?
L'édition d'ARN par les désaminases de l'hôte est un processus de restriction inné qui contre de nombreuses infections virales, mais en juin 2020, on ne sait pas encore si ce processus fonctionne contre les coronavirus. 
En étudiant des séquences d'ARN prélevé dans les fluides de lavage broncho-alvéolaire échantillonnés chez des patients infectés par un coronavirus, on observe des changements de nucléotides pouvant être des « signatures » de l'édition d'ARN : 
- des changements d'adénosine en inosine des ADAR désaminases ;
- des changements de la cytosine en uracile des APOBEC désaminases.

L'analyse mutationnelle des génomes de différentes souches de Coronaviridae provenant d'hôtes humains révèle des profils de mutation cohérents avec ceux observés dans les données transcriptomiques mais la réduction de la signature ADAR dans ces données soulève la possibilité que les ADAR pourraient être plus efficaces que les APOBEC pour limiter la propagation virale.
Une étude publiée en 2020 a conclu que les APOBEC et les ADAR sont impliqués dans l'édition du génome des coronavirus, un processus qui peut façonner le destin du virus et du patient.

## Aspects génétiques relatifs aux membres de cette famille
Les gènes humains encodant les membres des protéines de la famille des APOBEC incluent :
- APOBEC1
- APOBEC2
- APOBEC3A
- APOBEC3B
- APOBEC3C
- APOBEC3D (ou « APOBEC3E » désormais incluse dans cette définition)
- APOBEC3F
- APOBEC3G
- APOBEC3H
- APOBEC4
- Activation-induced (cytidine) deaminase (AID)